# Торопов, Фёдор Александрович
Фёдор Александрович То́ропов (12 [24] февраля 1884, Романов-Борисоглебск, Ярославская губерния — 21 декабря 1953, Казань) — советский учёный в области прикладной химии и радиохимии.

## Биография
Родился 12 (24) февраля 1884 года в городе Романов-Борисоглебск (ныне Тутаев, Ярославская область). Окончил Бернский университет в Швейцарии (1912).
В 1926—1929 годах главный инженер треста «Анилокрасочная промышленность», главный инженер заводов «Химуголь» в Харькове.
В 1929 году арестован, осуждён по ст. 58-6, 7, 11 на 10 лет ИТЛ. С октября 1930 года отбывал заключение в Ухтинской экспедиции ОГПУ. Досрочно освобождён 14.10.1932.
С 1932 года начальник центральной химлаборатории Промысла № 2 имени ОГПУ, одновременно главный технолог радиевого завода (до 1953 года). Под его руководством разработана технология извлечения радия из минеральных вод.
Доктор технических наук.
Умер 21 декабря 1953 года в Казани (ныне Татарстан) и похоронен там же. Именем Торопова названа улица в посёлке Водный под Ухтой.

## Награды
- Сталинская премия второй степени (1947) — за разработку нового метода получения химического продукта
- заслуженный деятель науки и техники РСФСР (1946)
- орден Ленина (1943)
- орден Трудового Красного Знамени (1939).